# Photis linearmanus
Photis linearmanus is een vlokreeftensoort uit de familie van de Photidae. De wetenschappelijke naam van de soort is voor het eerst geldig gepubliceerd in 1994 door Conlan.